# 施塔肯堡
施塔肯堡是德国莱茵兰-普法尔茨州的一个市镇。总面积1.52平方公里，总人口243人，其中男性125人，女性118人（2011年12月31日），人口密度160人/平方公里。